# Tarkin
Tarkin ist ein experimentelles Format für verlustbehaftet komprimierte Videodaten aus der Ogg-Formatfamilie der Xiph.Org Foundation.
Die Entwicklung wurde Anfang 2000 begonnen und im August 2002 zugunsten des Schwesterprojekts Theora wieder eingestellt. Das Projekt wurde hauptsächlich von Jack Moffitt, Christopher Montgomery und Rick Franchuk getragen.
Benannt wurde er nach einer Figur aus Star Wars namens Wilhuff Tarkin.

## Technik
Tarkin basiert auf dreidimensionaler Wavelet-Kompression. Ein Videoblock hat dabei zwei räumliche und eine zeitliche Dimension, die als Einheit mit einer dreidimensionalen diskreten Wavelet-Transformation kodiert werden. Damit besteht ein starker Kontrast zu der traditionellen und von den meisten gebräuchlichen Formaten – auch Theora – genutzten Methode, bei der eine zweidimensionale diskrete Kosinustransformation auf das Einzelbild angewandt wird und in einem getrennten Schritt die zwischen den Bildern stattfindenden Veränderungen und Bewegungen (Motion Compensation) kodiert werden.
Tarkin hat den FourCC trkn. Die Referenz-Implementierung wurde in der Programmiersprache C entwickelt und als freie Software veröffentlicht.